# Bronisław Gontaszewski
Bronisław Andrzej Gontaszewski (ur. 29 listopada 1894 w Stanisławowie, zm. 15 lutego 1940 w Skarżysku) – starszy posterunkowy Policji Państwowej, sierżant Wojska Polskiego, działacz niepodległościowy, kawaler Orderu Virtuti Militari.

## Życiorys
Urodził się w rodzinie Mikołaja i Franciszki z Secców. W 1900 przeniósł się z rodziną do Łyśca, gdzie 30 lipca 1909 ukończył siedmioklasową szkołę ludową. Następnie pomagał ojcu przy pracach malarskich i uczył się tego rzemiosła. 1 lutego 1912 w Stanisławowie rozpoczął pracę w charakterze malarza dekoracyjnego i wstąpił do Związku Strzeleckiego.
16 sierpnia 1914 wstąpił do Legionów Polskich, gdzie otrzymał przydział do 3. kompanii V batalionu 1 pułku piechoty. Walcząc na bojowym szlaku Legionów, był dwukrotnie ranny: 30 maja 1915 w bitwie pod Konarami i 17 lipca 1916 pod Studzienicą). W październiku 1915, jako sekcyjny 4. kompanii 6 pułku piechoty, w krytycznej sytuacji ostrzału przez rosyjski ckm – poderwał swój oddział do szturmu, pociągając za sobą całą kompanię i doprowadził do zajęcia stanowisk nieprzyjaciela oraz zdobycia ckm. Za czyn ten został 17 maja 1922 odznaczony orderem wojskowym „Virtuti Militari" V klasy. Po kryzysie przysięgowym powołany do armii austriackiej i skierowany na front włoski.
16 grudnia 1918 wstąpił do odrodzonego Wojska Polskiego i został przydzielony do batalionu etapowego w charakterze instruktora. 28 listopada 1919 zwolnił się z wojska, a 1 lutego 1920 wstąpił do Policji Państwowej. W stopniu starszego posterunkowego pełnił służbę w Posterunku PP w Pysznicy. Z dniem 30 września 1934 został przeniesiony w stan spoczynku, a 8 października tego roku przeprowadził się z Pysznicy do Skarżyska Kamiennej na ul. 3 Maja 150.
Po kampanii wrześniowej wstąpił do konspiracyjnej organizacji „Orzeł Biały”. Za przynależność do niej został przez Niemców rozstrzelany. Pochowany jest w zbiorowej mogile na „Borze” k. Skarżyska.

## Życie prywatne
Bronisław Gontaszewski był żonaty z Barbarą z Malinowskich, z którą miał czworo dzieci: Zbigniewa Antoniego (ur. 1923), Izabelę (ur. 1924), Zygmunta (ur. 1924), Kazimierza Jana (ur. 1929).

## Ordery i odznaczenia
- Krzyż Srebrny Orderu Wojskowego Virtuti Militari nr 6428 – 17 maja 1922[8][11][12][13]
- Krzyż Niepodległości – 2 sierpnia 1931 „za pracę w dziele odzyskania niepodległości”[9]
- Krzyż Walecznych dwukrotnie[14][15]
- Medal Pamiątkowy za Wojnę 1918–1921[16]
- Medal Dziesięciolecia Odzyskanej Niepodległości[16]
- Odznaka „Za wierną służbę”[17]
- Krzyż Legionowy[17]
- Krzyż Pamiątkowy 6 pułku piechoty Legionów Polskich[6]
- Brązowy Medal Waleczności (Austro-Węgry)[18]